# Риманівський деканат
Риманівський деканат — колишня структурна одиниця Перемишльської єпархії греко-католицької церкви з центром в м. Риманів. Очолював деканат декан. У 1934 році деканат був включений до Апостольської адміністрації Лемківщини.

## Територія
В 1936 році в Риманівському деканаті було 16 парафій:
1. Парафія с. Босько;
2. Парафія с. Воля Нижня з філією в с. Воля Вишня;
3. Парафія с. Вороблик Королівський з філією в с. Вороблик Шляхетський та приходом у с.  Ляджин, м. Риманів, с. Івонич;
4. Парафія с. Дальова з приходом у с. Посада Яслиська, с. Яслиська;
5. Парафія с. Дошно з філіями в с. Балутянка, с. Волтушова та приходом у с.  Посада Горішна, м. Риманів-Здрій;
6. Парафія с. Завадка Риманівська з філією у с. Камянка та  приходом у прис. Абрамова;
7. Парафія с. Королик Волоський з приходом у с. Королик Польський;
8. Парафія с. Липовець з філією в с. Черемха;
9. Парафія с. Одрехова з приходом у прис. Пасовиська;
10. Парафія с. Поляни Суровичні з приходом у с. Вернеївка;
11. Парафія с. Синява з приходом у с. Мочарне-Бартошів, с. Глубоке;
12. Парафія с. Суровиця з філіями в с. Мощанець, с. Дарів;
13. Парафія с. Тернавка з філіями в с. Вислічок, с. Завоі та приходом у с.  Рудавка Риманівська;
14. Парафія с. Шкляри;
15. Парафія с. Яблониця Польська з приходом у с. Малинівка;
16. Парафія с. Ясель recte Яселко з приходом у с. Рудавка Яслиська.

### Декан
- 1936 — о. Михаіл Величко, Парох в Боську.

### Кількість парафіян
1936 — 19 087 осіб.
Деканат було ліквідовано в 1946 р.